# 4514 Vilen
A 4514 Vilen (ideiglenes jelöléssel 1972 HX) a Naprendszer kisbolygóövében található aszteroida. Tamara Mihajlovna Szmirnova fedezte fel 1972. április 19-én.